# Puimsteenmosdiertje
Het puimsteenmosdiertje (Cellepora pumicosa) is een mosdiertjessoort uit de familie van de Celleporidae. De wetenschappelijke naam van de soort werd in 1766 als Millepora pumicosa voor het eerst geldig gepubliceerd door Peter Simon Pallas.